# 난요정
난요정(南陽町)은 아이치현 아마군에 설치되었던 정이다. 현재의 나고야시 미나토구 서부에 해당한다.